# プルヌス・アフリカナ
プルヌス・アフリカナ あるいはプルヌス・アフリカーナ（Prunus africana）はバラ科サクラ属の常緑樹の一種である。シノニムにピュゲウム・アフリカナム（Pygeum africanum）がある が、その属名の音写であるピジウム、パイゲウム、パイジウム、ピゲウム、ピジュームや、英語名 red stinkwood や African cherry、African plum の音写レッド・スティンクウッド、アフリカンチェリー、アフリカンプラム、また別の英名 African prune の音写に類似したアフリカプルーンとしても知られている。ケニアでの名称からムエリ（mueri）ともいう。
アフリカの主に山林に生育し（参照: #分布）、伝統的に木材や薬として用いられ、前立腺肥大症の治療をはじめとする医学的な需要からヨーロッパ向けに樹皮の採取が行われるようにもなった（参照: #利用）が、一方で保全状況に関する懸念も指摘され、ワシントン条約附属書IIに指定され、またIUCNレッドリストにおいては危急種（Vulnerable）とされるなど、将来的に絶滅する恐れがあると見る機関が存在する（参照: #保全状況）。

## 分布
アンゴラ、ウガンダ、エチオピア、カメルーン、ケニア、コンゴ民主共和国、サントメ・プリンシペ（サントメ島）、ザンビア、ジンバブエ、スーダン、スワジランド、赤道ギニア（ビオコ島）、タンザニア、ブルンジ、マダガスカル、南アフリカ共和国（クワズール・ナタール州、ハウテン州、東ケープ州、ムプマランガ州、リンポポ州）、南スーダン、モザンビーク、ルワンダ、レソトに分布する。高度1800-2200メートルの山林に見られ、ツツジ科の Agarista salicifolia (シノニム: Agauria salicifolia) やモチノキ科モチノキ属の Ilex mitis、ヤマモモ科の Myrica arborea など10種ほどとともに汎アフリカ的な山地の高木の一つである。草原にも見られる。
上記の国々のほか、ガーナやコモロのグランドコモロ島、マラウイにおいても見られるとする文献が存在する。

## 特徴
樹皮は不規則なうろこ状で、コルク質。末端の枝では皮目 によりまだら模様になる。
葉は単葉で楕円形、深緑色、表面は革質で光沢があり、浅い鋸葉がある。葉を潰すと苦扁桃の香りがし、葉柄は通常ピンク色から赤茶色である。
花序は長さ約8センチメートル。花は非常に小さくて緑白色、芳香がある。
果実は丸く直径約1センチメートル、暗紅色から黒紫色で、しばしば2裂する。1-2個の種子を含む。同じサクラ属のプラムやプルーン、サクランボと似ているが人間にとっては苦すぎて食用には向いていない。しかしマウンテンゴリラはこの実を好んで食べる。

## 利用
大きく分けて薬としての用途とそれ以外の用途とが知られている。

### 薬用
ピジウムは西アフリカや中央アフリカの伝統医学においてマラリアや淋病、精神異常、矢毒、腹痛、腎疾患に対して、また生傷を覆うものや食欲増進剤、下剤として用いられてきたが、特に1990年代に前立腺肥大症（BPH）の治療薬として脚光を浴びた。前立腺肥大症の関係する合併症の薬剤の製造のために、ケニアを含むアフリカ諸国から本種の樹皮が輸出されている。カメルーン山で採取された樹皮から粉が抽出されてフランスの会社向けに輸出されている が、樹皮の採取をめぐっては後述のように懸念要素も存在する（参照: #保全状況）。
ケニアのキクユ人はかつて樹皮を肝臓の疾患に対して、また下剤の作用を止めるために用いており、近年ではニエリ県において樹皮や葉の煎じ汁が食欲増進の目的で、また前立腺の問題、胃の疾患10種、便秘、マラリアなどに対して処方されているとの報告がある。

### その他の用途
ウガンダ、エチオピア、ケニア、タンザニアでは薪、木炭、建材、柱、臼などの道具類、ミツバチの餌、防風林用に植樹するなどの用途で用いられる。
ケニア南部のキクユ人の場合はサトウキビ酒用のつき臼 をはじめとして斧の柄 や家具、ワゴン を作るための材木として用いていた。

## 保全状況
VULNERABLE (IUCN Red List Ver. 2.3 (1994))
World Conservation Monitoring Centre (1998) によると、ヨーロッパ向けの薬市場のための樹皮の採集は本種の存続に対する脅威となっている。カメルーン山を含む分布域の一部においては樹皮が輪状に剥ぎ取られた結果多くの個体が枯死してしまっている。ただカメルーン山の場合は、詳細な調査の上で精力的な植樹活動が行われている。IUCNレッドリストにおける本種の評価は危急種（Vulnerable）とされているが、Cable & Cheek (1998) は広大な分布域内のどこかに山林が存在している限りはとても絶滅の危機に瀕しているとはいえないと主張し、せいぜい危急種よりも深刻度の低い準絶滅危惧（Lower Risk, near threatened）の位置づけとするのが妥当であると提案を行っている。
プルヌス・アフリカナは1995年には採取の持続可能性についての懸念（Cunningham & Mbenkum 1993）から、ワシントン条約附属書IIに記載されることとなった。本種がIUCNレッドリストに vulnerable (A1cd) の位置づけで初めて掲載されたのも1995年から2006年までの時期においてのことであった。2007年からヨーロッパ連合（EU）により実施されたプルヌス・アフリカナの輸入禁止措置は長期にわたって継続されていれば幹の状態の回復につながっていたと推定されている が、結局私企業やカメルーン政府からの圧力によって2011年にこの禁輸措置は解除され、主要産出国のための割り当てが設定されている（Cunningham et al. 2014）。EUの輸入禁止措置を覆すために、カメルーンのエリートやヨーロッパの製薬会社がロビー活動や弁舌を盛んに展開したのであった。2012年時点でワシントン条約はウガンダ、カメルーン、コンゴ民主共和国には輸出を許可する一方でケニア、赤道ギニア、ブルンジ、マダガスカルには割り当てを認めていなかったが、これにより生じたプルヌス・アフリカナ樹皮の世界的な不足が樹皮の価格高騰につながり、プルヌス・アフリカナ樹皮市場におけるカメルーンの世界シェアの割合も増大した。ワシントン条約附属書IIの2017年10月4日から有効となっている版においては種子や花粉、苗木、人工繁殖させた個体の切り花を除く全部位の取引に制限が設けられ得る状態とされている。

## 諸言語における名称
本種を指す英語名には以下のように様々なものが存在する。
- red stinkwood[1][6][7][8][10][12][14][15][16][23]、African cherry[1][7][10][24]、African plum[10][25][26][27]、African prune[7][10][27]、iron wood[7][10]、African Almond[1]、African plum tree[23]、bitter almond[7]

上記のうち red stinkwood は#特徴にあるような苦いアーモンドのような刺激臭が名の由来となっている。
また、アフリカの現地語名としては以下のようなものが見られる。
ウガンダ:
- ガンダ語: ngwabuzito[7][15], ntasesa[7][15]
- キガ語: musuba[15]

エチオピア:
- アムハラ語: ጥቁር እንጨት（ラテン文字転写: tikur inchet[7][14]）; 直訳すると〈黒い木（材）〉となる。

ケニア:
- カンバ語: mutimailu[6][28]
- キクユ語: mũiri[12][16]（モイーリ）; Benson (1964) は動詞 ira〈黒くなる〉との関連を指摘している。
- ケヨ語（Keiyo; 別名: Elgeyo, Keyo）: tenduet[6][28]
- サバオト語（Sabaot; 別名: Sebei）: oromoti[6][28]
- スワヒリ語（Swahili, Kiswahili）: kiburabura[6][注 2]
- ナンディ語（Nandi）: tendwet[6] /té̘ntwé̘ːt/（テントウェート）[29], twendet[28]
- マサイ語: ol-koijuka[28], olkoijuk[6]
- マルクゥエタ語（Markweeta; 別名: Marakwet）: tendwet[28], tenduet[6]
- メル語（ケニア）[注 3]: mweria[6][28]
- ルヒヤ語: mwiritsa[6][28]

タンザニア
- イラク語: gwaami, gwami[8]
- キンガ語（Kinga）: mpembati[8]
- ゴロア語（Gorowa; 別名: Fiome）: gwaami[8]
- サンバー語: mkomahoya[8]
- ジンザ語（Zinza）: mufubia[8]
- チャガ語: mkonde-konde, msendo, mudy, muuri[8]
- ニハ語（Nyiha）: ligambo[8]
- フィパ語（Fipa）: mfila[8]
- ヘヘ語（Hehe）: mwiluti[8]
- マサイ語: olkonjuku;〔アルーシャ方言〕ol gujuk[8]
- メル語（タンザニア）[注 3]: kondekonde[8]
- ランギ語: wami[8]
- ングル語（Ngulu; 別名: Nguu）: mdundulu[8]

南アフリカ共和国など:
- アフリカーンス語: rooistinkhout[7]

ルワンダ:
- ルワンダ語: umwumba[30]

## ギャラリー

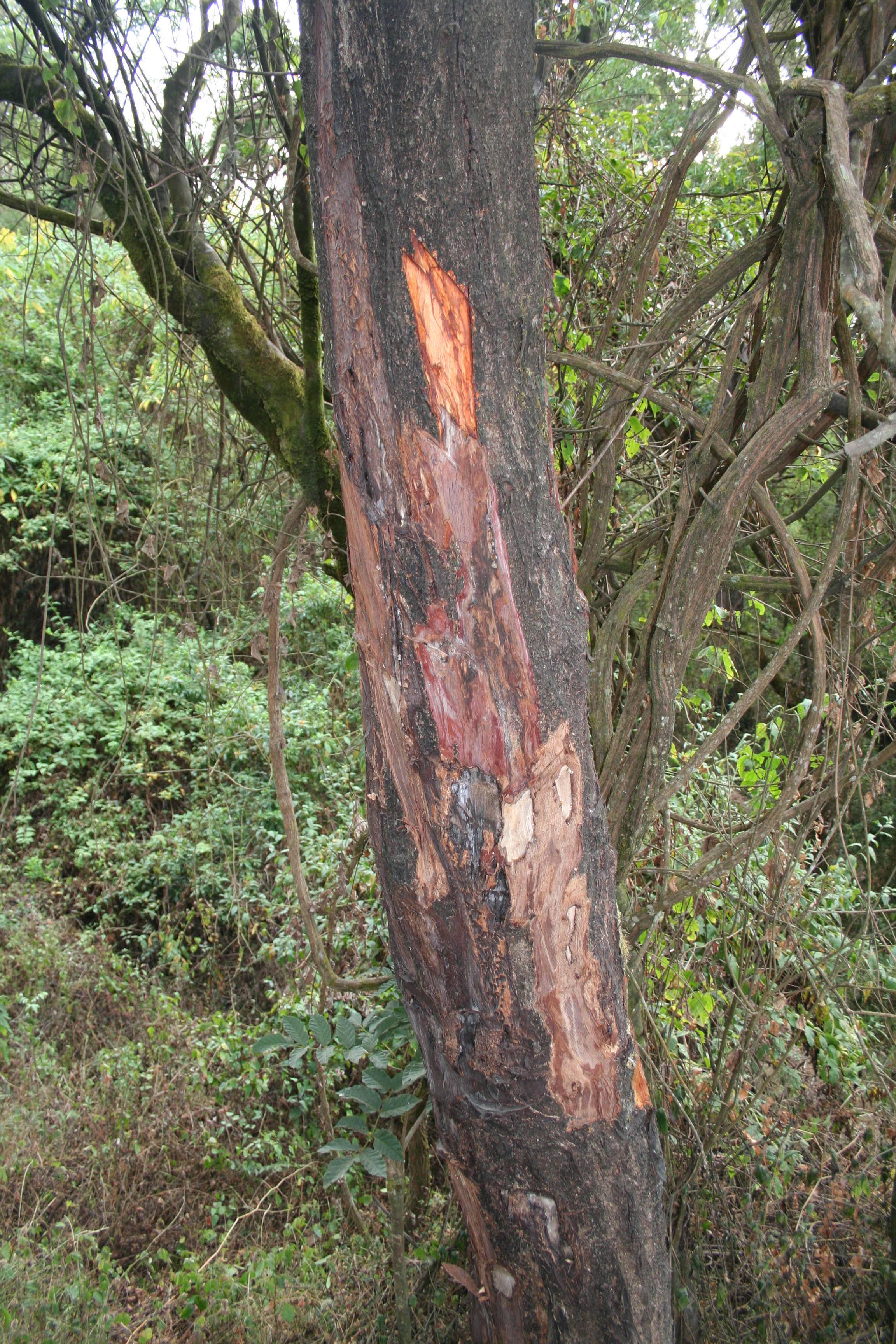
薬を得る目的で樹皮が剥ぎ取られた状態の幹。
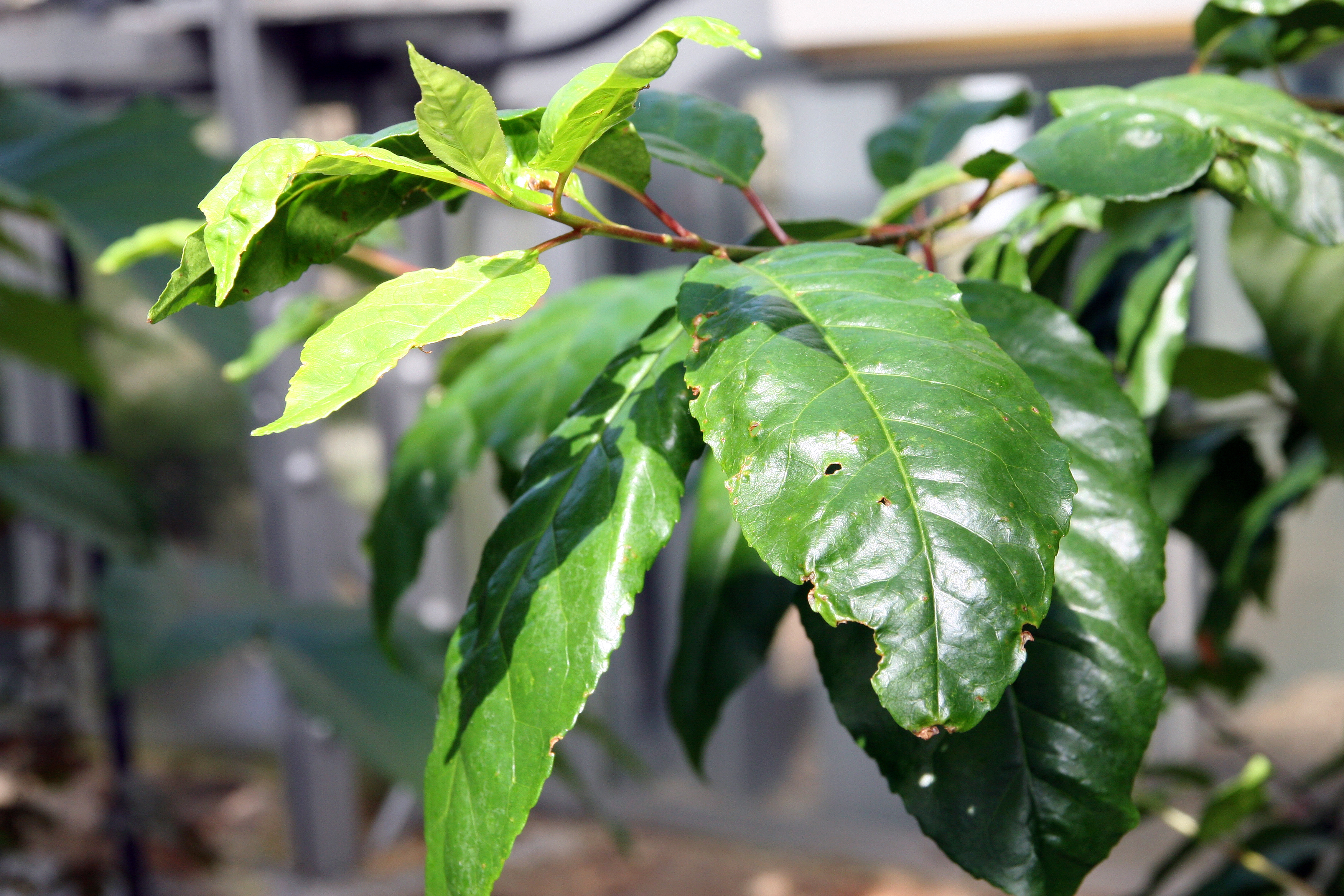
葉